# Julio Gómez
Julio Enrique „Momia” Gómez González (ur. 13 sierpnia 1994 w Tampico) – meksykański piłkarz występujący na pozycji ofensywnego pomocnika lub skrzydłowego.

## Kariera klubowa
Gómez pochodzi z miasta Tampico, położonego w stanie Tamaulipas w północno-wschodnim Meksyku. Jest synem Julio Gómeza Mara i Jacqueline González, posiada dwóch braci – Gustavo Adolfo i Juana Carlosa. Jego ojciec, wielki entuzjasta futbolu i amatorski piłkarz, zapisał go w wieku czterech lat do akademii juniorskiej podlegającej klubowi Correcaminos UAT z siedzibą w Ciudad Victoria. Tam jego szkoleniowcem został Miguel Mendoza Sanluis, który początkowo ustawiał go w obronie, jednak później przekwalifikował na pozycję ofensywnego pomocnika. W wieku jedenastu lat został zauważony przez Ángela Gonzáleza, koordynatora grup juniorskich znacznie bardziej utytułowanego zespołu, CF Pachuca i namówił go do przeprowadzki.
Do treningów seniorskiej drużyny Pachuki Gómez został włączony w wieku zaledwie szesnastu lat przez argentyńskiego trenera Pablo Mariniego. Szkoleniowiec ten dał mu także zadebiutować w meksykańskiej Primera División – 22 stycznia 2011 w zremisowanym 1:1 wyjazdowym spotkaniu z Santos Laguną, rozgrywanym na Estadio Corona. Młody zawodnik zmienił wówczas w 64. minucie Víctora Mañóna. Do końca swojego debiutanckiego sezonu, Clausura 2011, pojawiał się na ligowych boiskach jeszcze czterokrotnie, z czego dwa razy w wyjściowej jedenastce. Pachuca zajęła trzynaste miejsce w tabeli, nie kwalifikując się do fazy play–off. Po tym, jak Mariniego zastąpił na stanowisku trenera Efraín Flores, Gómez powrócił do juniorów, występując na przemian w rozgrywkach do lat 17 i 20. W czerwcu 2012 nowy szkoleniowiec Pachuki, Hugo Sánchez, ponownie przyłączył go do pierwszej drużyny.

## Kariera reprezentacyjna
W 2010 roku Gómez wraz z reprezentacją Meksyku U-17 wziął udział w kilku turniejach młodzieżowych. W czerwcu 2011 znalazł się w ogłoszonym przez selekcjonera Raúla Gutiérreza składzie tej kadry na Młodzieżowe Mistrzostwa Świata w Meksyku, jako jedyny gracz swojej drużyny, który przed turniejem zdołał zadebiutować w lidze. Był wówczas podstawowym zawodnikiem kadry narodowej, występując najczęściej na pozycji prawego skrzydłowego i rozegrał dla niej wszystkie siedem meczów. Pierwszego gola w profesjonalnej karierze strzelił w wygranym 2:1 meczu fazy grupowej z Kongiem.
Bohaterem swojej reprezentacji został jednak w półfinałowym spotkaniu z Niemcami, rozgrywanym na Estadio Corona w Torreón. Już w 3. minucie wyprowadził swój zespół na prowadzenie, jednak w końcówce meczu utrzymywał się rezultat 2:2. Wówczas Gómez, mimo rozcięcia głowy po starciu z jednym z rywali, zdecydował się grać dalej z opatrunkiem i w doliczonym czasie gry strzałem przewrotką zdobył gola dającego Meksykanom zwycięstwo 3:2 i w konsekwencji awans do finału. Dzięki tej decydującej bramce zyskał wielką popularność w całym kraju, będąc nazywanym "bohaterem z Torreón". Po tym spotkaniu w sklepach można było nabyć charakterystyczne opaski na głowę, w których wiele kibiców pojawiło się w finałowym spotkaniu z Urugwajem na Estadio Azteca. Meksykanie w obecności prezydenta kraju, Felipe Calderóna, zwyciężyli wówczas 2:0, zdobywając mistrzostwo świata, natomiast młody zawodnik został nagrodzony owacją na stojąco od publiczności. Gómez został uhonorowany przez FIFA złotą piłką dla najlepszego zawodnika turnieju, a jego bramka w spotkaniu z Niemcami została nominowana do nagrody Ferenca Puskása na najpiękniejszego gola roku 2011.
W lutym 2013 Gómez został powołany przez szkoleniowca Sergio Almaguera do reprezentacji U-20 na Młodzieżowe Mistrzostwa Ameryki Północnej w Meksyku. Tam rozegrał trzy spotkania, z czego dwa w wyjściowym składzie, dwukrotnie wpisując się na listę strzelców. Meksykanie, pełniący wówczas rolę gospodarzy, zdobyli tytuł młodzieżowych mistrzów kontynentu, wygrywając turniej. W finałowym meczu z Stanami Zjednoczonymi, wygranym po dogrywce 3:1, w 100. minucie strzałem przewrotką zdobył dla swojej drużyny bramkę na 2:1. Wcześniej strzelił również gola w grupowej konfrontacji z Salwadorem, wygranej 3:0.